# Leuciscus lehmanni
Leuciscus lehmanni és una espècie de peix cipriniforme de la família dels ciprínids.

## Morfologia
Els mascles poden assolir els 20,4 cm de longitud total.

## Distribució geogràfica
Es troba al territori de l'antiga URSS.